# Ibrahim Kayitare
Ibrahim Kayitare ist ein islamischer Rechtsgelehrter. Er war von 2013 bis 2016 Mufti von Ruanda. Das Amt übernahm er von Abdul Karim Gahutu, der im Juli 2013 wegen Betrugsvorwürfen zum Rücktritt gezwungen worden war und seine 2011 begonnene fünfjährige Amtszeit somit nicht beendet hatte. Als Kayitares Nachfolger wurde am 28. Mai 2016 Salim Hitimana von Vertretern der muslimischen Gemeinschaft in Ruanda gewählt.